# Proasellus pamphylicus
Proasellus pamphylicus là một loài chân đều trong họ Asellidae. Loài này được Henry, Magniez & Notenboom miêu tả khoa học năm 1996.